# Peter Porter
Peter Neville Frederick Porter (Brisbane, 16 febbraio 1929 – Londra, 23 aprile 2010) è stato un poeta australiano.

## Biografia
Trasferitosi a Londra nel 1951, fu dapprima autore satirico, poi psicologico e introspettivo. Tra le sue più celebri opere si ricordano Once bitten, twice bitten (1961), Poems ancient and modern (1964), Preaching to the converted (1972), The cost of seriousness (1978), The chair of Babel (1992) e il più moderno Afterburner (2004).

## Opere principali

### Poesia
- Once Bitten Twice Bitten (1961)
- Poems Ancient and Modern (1964)
- A Porter Folio (1969)
- The Last of England (1970)
- After Martial (1972)
- Preaching to the Converted (1972)
- Jonah  con Arthur Boyd (1973)
- Living in a Calm Country (1975)
- The Lady and the Unicorn con Arthur Boyd (1975)
- The Cost of Seriousness (1978)
- English Subtitles (1981)
- Collected Poems (1983)
- Fast Forward (1984)
- Narcissus con Arthur Boyd (1984)
- The Automatic Oracle (1987)
- Mars con Arthur Boyd (1987)
- A Porter Selected: Poems 1959-1989 (1989)
- Possible Worlds (1989)
- The Chair of Babel (1992)
- Millennial Fables (1994)
- Dragons in Their Pleasant Palaces (1997)
- Collected Poems (1999)
- Max Is Missing (2001)
- Afterburner (2004)
- Better Than God (2009)
- Chorale at the Crossing (2016)

### Saggistica
- Saving from the Wreck: Essays on Poetry (2001)

## Premi e riconoscimenti
- Duff Cooper Prize: 1983 vincitore con Collected Poems[2]
- Costa Book Awards: 1988 vincitore nella categoria "Poesia" con The Automatic Oracle[3]
- Forward Poetry Prize: 2002 vincitore nella sezione "Miglior raccolta" con Max is Missing[4]